# Championnat de la ligue de snooker 2025
Le Championnat de la ligue 2025, est un tournoi de snooker professionnel de catégorie non-classée comptant pour la saison 2024-2025. Il se déroule du 3 janvier au 5 février 2025 à la Mattioli Arena de Leicester, en Angleterre. Il est parrainé par le groupe BetVictor, société britannique de paris sportifs.

## Déroulement

### Contexte avant le tournoi
Le tournoi est organisé en sept groupes de sept joueurs chacun. Chaque joueur qui remporte son groupe est qualifié pour le groupe des vainqueurs. Les joueurs qui ont terminé de la 1re à la 5e place passent au groupe suivant, tandis que les trois derniers sont éliminés du tournoi et laissent leur place à trois nouveaux joueurs. Le vainqueur du tournoi est celui qui remporte le groupe des vainqueurs. La ligue rassemble 23 joueurs qui obtiennent leur place par invitation.
Le tenant du titre est Mark Selby, qui avait remporté ce tournoi pour l'an passé 3-1 face à Joe O'Connor

### Faits marquants
Jak Jones réalise le premier break maximum de sa carrière lors du deuxième groupe.
Dans le groupe 6, Joe O'Connor réalise un break de 140 points avant de manquer l'empochage de la dernière bille noire. Il est invraisemblablement imité le lendemain par Jack Lisowski.
David Gilbert compile à son tour un break maximum, le troisième de sa carrière. Il les a tous réalisés dans ce tournoi.
Mark Selby réalise son sixième break maximum en carrière lors du groupe des vainqueurs. Il défend ensuite son titre avec succès en battant Hossein Vafaei 3-1 et Kyren Wilson 3-0 lors des play-offs.

## Dotations
Pour le groupe des vainqueurs :
- Vainqueur : 10 000 £
- Finaliste : 5 000 £
- Demi-finaliste : 3 000 £
- Manches gagnées (pendant la phase en groupe) : 200 £
- Manches gagnées (pendant les play-offs) : 300 £
- Meilleur break : 1 000 £

Pour les groupes 1 à 7 :
- Vainqueur : 3 000 £
- Finaliste : 2 000 £
- Demi-finaliste : 1 000 £
- Manches gagnées (pendant la phase en groupe) : 100 £
- Manches gagnées (pendant les play-offs) : 300 £
- Meilleur break : 500 £

Dotation totale maximale : 205 000 £ (dépend du nombre de manches disputées)

## Groupe 1
Ces rencontres se déroulent du 3 au 4 janvier 2025. Tous les matchs sont disputés au meilleur des cinq manches.

### Matchs
| - Chris Wakelin 1–3 Gary Wilson - Jak Jones 2–3 Hossein Vafaei - Ryan Day 3–1 Elliot Slessor - Chris Wakelin 0–3 Pang Junxu - Hossein Vafaei 3–1 Elliot Slessor - Gary Wilson 2–3 Jak Jones - Chris Wakelin 3–2 Jak Jones | - Ryan Day 3–2 Pang Junxu - Gary Wilson 1–3 Hossein Vafaei - Pang Junxu 3–1 Elliot Slessor - Chris Wakelin 3–2 Hossein Vafaei - Jak Jones 3–1 Elliot Slessor - Chris Wakelin 3–1 Ryan Day - Gary Wilson 2–3 Elliot Slessor | - Hossein Vafaei 0–3 Pang Junxu - Jak Jones 0–3 Ryan Day - Chris Wakelin 1–3 Elliot Slessor - Gary Wilson 2–3 Pang Junxu - Hossein Vafaei 3–0 Ryan Day - Jak Jones 3–0 Pang Junxu - Gary Wilson 0–3 Ryan Day |

### Tableau
| Pos. | Joueur         | J | G | P | Mp | Mc | D  |                                              |
| ---- | -------------- | - | - | - | -- | -- | -- | -------------------------------------------- |
| 1    | Pang Junxu     | 6 | 4 | 2 | 14 | 9  | +5 | Qualification pour les play-offs du groupe 1 |
| 2    | Hossein Vafaei | 6 | 4 | 2 | 14 | 10 | +4 | Qualification pour les play-offs du groupe 1 |
| 3    | Ryan Day       | 6 | 4 | 2 | 13 | 9  | +4 | Qualification pour les play-offs du groupe 1 |
| 4    | Jak Jones      | 6 | 3 | 3 | 13 | 12 | +1 | Qualification pour les play-offs du groupe 1 |
| 5    | Chris Wakelin  | 6 | 3 | 3 | 11 | 14 | -3 | Qualification pour le groupe 2               |
| 6    | Elliot Slessor | 6 | 2 | 4 | 10 | 15 | -5 | Élimination de la compétition                |
| 7    | Gary Wilson    | 6 | 1 | 5 | 10 | 16 | -6 | Élimination de la compétition                |

### Play-offs
|  | Demi-finales au meilleur des 5 manches | Demi-finales au meilleur des 5 manches |   |  | Finale au meilleur des 5 manches | Finale au meilleur des 5 manches |  |
|  |                                        |                                        |   |  |                                  |                                  |  |
|  | Pang Junxu                             | 1                                      |   |  |                                  |                                  |  |
|  | Jak Jones                              | 3                                      |   |  |                                  |                                  |  |
|  |                                        |                                        |   |  | Jak Jones                        | 1                                |  |
|  |                                        | Hossein Vafaei                         | 3 |  |                                  |                                  |  |
|  | Hossein Vafaei                         | 3                                      |   |  |                                  |                                  |  |
|  | Ryan Day                               | 1                                      |   |  |                                  |                                  |  |

## Groupe 2
Ces rencontres se déroulent du 6 au 7 janvier 2025. Tous les matchs sont disputés au meilleur des cinq manches.

### Matchs
| - Ali Carter 3–1 Si Jiahui - Chris Wakelin 3–0 Robert Milkins - Ali Carter 2–3 Pang Junxu - Jak Jones 2–3 Ryan Day - Si Jiahui 3–1 Robert Milkins - Chris Wakelin 3–0 Ryan Day - Jak Jones 3–0 Pang Junxu | - Ali Carter 2–3 Robert Milkins - Pang Junxu 0–3 Ryan Day - Si Jiahui 3–2 Chris Wakelin - Ali Carter 2–3 Jak Jones - Robert Milkins 3–1 Ryan Day - Si Jiahui 3–1 Ryan Day - Ali Carter 3–1 Chris Wakelin | - Jak Jones 1–3 Robert Milkins - Chris Wakelin 3–1 Pang Junxu - Ali Carter 3–2 Ryan Day - Si Jiahui 3–0 Pang Junxu - Chris Wakelin 0–3 Jak Jones - Si Jiahui 3–2 Jak Jones - Pang Junxu 3–1 Robert Milkins |

### Tableau
| Pos. | Joueur         | J | G | P | Mp | Mc | D  |                                              |
| ---- | -------------- | - | - | - | -- | -- | -- | -------------------------------------------- |
| 1    | Si Jiahui      | 6 | 5 | 1 | 16 | 9  | +7 | Qualification pour les play-offs du groupe 2 |
| 2    | Ali Carter     | 6 | 3 | 3 | 15 | 13 | +2 | Qualification pour les play-offs du groupe 2 |
| 3    | Jak Jones      | 6 | 3 | 3 | 14 | 11 | +3 | Qualification pour les play-offs du groupe 2 |
| 4    | Chris Wakelin  | 6 | 3 | 3 | 12 | 10 | +2 | Qualification pour les play-offs du groupe 2 |
| 5    | Robert Milkins | 6 | 3 | 3 | 11 | 13 | -2 | Qualification pour le groupe 3               |
| 6    | Ryan Day       | 6 | 2 | 4 | 10 | 14 | -4 | Élimination de la compétition                |
| 7    | Pang Junxu     | 6 | 2 | 4 | 7  | 15 | -8 | Élimination de la compétition                |

### Play-offs
|  | Demi-finales au meilleur des 5 manches | Demi-finales au meilleur des 5 manches |   |  | Finale au meilleur des 5 manches | Finale au meilleur des 5 manches |  |
|  |                                        |                                        |   |  |                                  |                                  |  |
|  | Si Jiahui                              | 3                                      |   |  |                                  |                                  |  |
|  | Chris Wakelin                          | 2                                      |   |  |                                  |                                  |  |
|  |                                        |                                        |   |  | Si Jiahui                        | 3                                |  |
|  |                                        | Jak Jones                              | 2 |  |                                  |                                  |  |
|  | Ali Carter                             | 1                                      |   |  |                                  |                                  |  |
|  | Jak Jones                              | 3                                      |   |  |                                  |                                  |  |

## Groupe 3
Ces rencontres se déroulent du 8 au 9 janvier 2025. Tous les matchs sont disputés au meilleur des cinq manches. Ronnie O'Sullivan s'est retiré du tournoi après avoir concédé quatre défaites lors de ses cinq premières rencontres, ce qui a impliqué l'annulation de l'ensemble de celles-ci étant donné qu'il lui restait encore un match à disputer.

### Matchs
| - Kyren Wilson 1–3 Mark Selby - Ali Carter 3–0 Robert Milkins - Ali Carter 3–0 Jak Jones - Mark Selby 3–1 Robert Milkins - Jak Jones 3–2 Chris Wakelin | - Ali Carter 0–3 Chris Wakelin - Kyren Wilson 3–1 Robert Milkins - Mark Selby 3–1 Ali Carter - Kyren Wilson 3–2 Ali Carter - Chris Wakelin 2–3 Robert Milkins | - Mark Selby 3–0 Jak Jones - Kyren Wilson 3–1 Chris Wakelin - Jak Jones 3–2 Robert Milkins - Kyren Wilson 3–1 Jak Jones - Mark Selby 3–0 Chris Wakelin |

### Tableau
| Pos. | Joueur            | J | G | P | Mp | Mc | D   |                                              |
| ---- | ----------------- | - | - | - | -- | -- | --- | -------------------------------------------- |
| 1    | Mark Selby        | 5 | 5 | 0 | 15 | 3  | +12 | Qualification pour les play-offs du groupe 3 |
| 2    | Kyren Wilson      | 5 | 4 | 1 | 13 | 8  | +5  | Qualification pour les play-offs du groupe 3 |
| 3    | Ali Carter        | 5 | 2 | 3 | 9  | 9  | 0   | Qualification pour les play-offs du groupe 3 |
| 4    | Jak Jones         | 5 | 2 | 3 | 7  | 13 | -6  | Qualification pour les play-offs du groupe 3 |
| 5    | Chris Wakelin     | 5 | 1 | 4 | 8  | 12 | -4  | Qualification pour le groupe 4               |
| 6    | Robert Milkins    | 5 | 1 | 4 | 7  | 14 | -7  | Élimination de la compétition                |
| 7    | Ronnie O'Sullivan | 0 | 0 | 0 | 0  | 0  | 0   | Élimination de la compétition                |

### Play-offs
|  | Demi-finales au meilleur des 5 manches | Demi-finales au meilleur des 5 manches |   |  | Finale au meilleur des 5 manches | Finale au meilleur des 5 manches |  |
|  |                                        |                                        |   |  |                                  |                                  |  |
|  | Mark Selby                             | 1                                      |   |  |                                  |                                  |  |
|  | Jak Jones                              | 3                                      |   |  |                                  |                                  |  |
|  |                                        |                                        |   |  | Jak Jones                        | 2                                |  |
|  |                                        | Kyren Wilson                           | 3 |  |                                  |                                  |  |
|  | Kyren Wilson                           | 3                                      |   |  |                                  |                                  |  |
|  | Ali Carter                             | 2                                      |   |  |                                  |                                  |  |

## Groupe 4
Ces rencontres se déroulent du 10 au 11 janvier 2025. Tous les matchs sont disputés au meilleur des cinq manches.

### Matchs
| - Jackson Page 1–3 Jimmy Robertson - Stuart Bingham 3–1 Matthew Selt - Jak Jones 2–3 Joe O'Connor - Mark Selby 3–2 Matthew Selt - Stuart Bingham 3–1 Jackson Page - Jimmy Robertson 1–3 Joe O'Connor - Matthew Selt 3–1 Jackson Page | - Mark Selby 3–1 Jak Jones - Mark Selby 2–3 Joe O'Connor - Stuart Bingham 3–2 Jimmy Robertson - Jak Jones 3–1 Matthew Selt - Jackson Page 0–3 Joe O'Connor - Matthew Selt 3–1 Jimmy Robertson - Stuart Bingham 3–0 Joe O'Connor | - Jak Jones 2–3 Jackson Page - Mark Selby 3–2 Jimmy Robertson - Matthew Selt 3–2 Joe O'Connor - Mark Selby 0–3 Stuart Bingham - Jak Jones 3–1 Jimmy Robertson - Jak Jones 3–0 Stuart Bingham - Mark Selby 3–1 Jackson Page |

### Tableau
| Pos. | Joueur          | J | G | P | Mp | Mc | D   |                                              |
| ---- | --------------- | - | - | - | -- | -- | --- | -------------------------------------------- |
| 1    | Stuart Bingham  | 6 | 5 | 1 | 15 | 7  | +8  | Qualification pour les play-offs du groupe 4 |
| 2    | Joe O'Connor    | 6 | 4 | 2 | 14 | 11 | +3  | Qualification pour les play-offs du groupe 4 |
| 3    | Mark Selby      | 6 | 4 | 2 | 14 | 12 | +2  | Qualification pour les play-offs du groupe 4 |
| 4    | Jak Jones       | 6 | 3 | 3 | 14 | 11 | +3  | Qualification pour les play-offs du groupe 4 |
| 5    | Matthew Selt    | 6 | 3 | 3 | 13 | 13 | 0   | Qualification pour le groupe 5               |
| 6    | Jimmy Robertson | 6 | 1 | 5 | 10 | 16 | -6  | Élimination de la compétition                |
| 7    | Jackson Page    | 6 | 1 | 5 | 7  | 17 | -10 | Élimination de la compétition                |

### Play-offs
|  | Demi-finales au meilleur des 5 manches | Demi-finales au meilleur des 5 manches |   |  | Finale au meilleur des 5 manches | Finale au meilleur des 5 manches |  |
|  |                                        |                                        |   |  |                                  |                                  |  |
|  | Stuart Bingham                         | 2                                      |   |  |                                  |                                  |  |
|  | Jak Jones                              | 3                                      |   |  |                                  |                                  |  |
|  |                                        |                                        |   |  | Jak Jones                        | 0                                |  |
|  |                                        | Mark Selby                             | 3 |  |                                  |                                  |  |
|  | Joe O'Connor                           | 1                                      |   |  |                                  |                                  |  |
|  | Mark Selby                             | 3                                      |   |  |                                  |                                  |  |

## Groupe 5
Ces rencontres se déroulent du 20 au 21 janvier 2025. Tous les matchs sont disputés au meilleur des cinq manches. Matthew Selt remporte la finale grâce à des breaks de 102, 102 et 95 points.

### Matchs
| - Judd Trump 3–1 Tom Ford - Neil Robertson 3–2 Matthew Selt - Jak Jones 3–1 Joe O'Connor - Judd Trump 3–1 Stuart Bingham - Tom Ford 3–0 Neil Robertson - Matthew Selt 2–3 Joe O'Connor - Jak Jones 3–0 Stuart Bingham | - Judd Trump 3–0 Neil Robertson - Stuart Bingham 3–2 Joe O'Connor - Tom Ford 1–3 Matthew Selt - Neil Robertson 0–3 Joe O'Connor - Judd Trump 3–1 Jak Jones - Tom Ford 3–2 Joe O'Connor - Judd Trump 2–3 Matthew Selt | - Jak Jones 3–1 Neil Robertson - Stuart Bingham 2–3 Matthew Selt - Tom Ford 1–3 Stuart Bingham - Judd Trump 3–2 Joe O'Connor - Jak Jones 3–0 Matthew Selt - Jak Jones 3–1 Tom Ford - Neil Robertson 3–1 Stuart Bingham |

### Tableau
| Pos. | Joueur         | J | G | P | Mp | Mc | D   |                                              |
| ---- | -------------- | - | - | - | -- | -- | --- | -------------------------------------------- |
| 1    | Judd Trump     | 6 | 5 | 1 | 17 | 8  | +9  | Qualification pour les play-offs du groupe 5 |
| 2    | Jak Jones      | 6 | 5 | 1 | 16 | 6  | +10 | Qualification pour les play-offs du groupe 5 |
| 3    | Matthew Selt   | 6 | 3 | 6 | 13 | 14 | -1  | Qualification pour les play-offs du groupe 5 |
| 4    | Joe O'Connor   | 6 | 2 | 4 | 13 | 14 | -1  | Qualification pour les play-offs du groupe 5 |
| 5    | Tom Ford       | 6 | 2 | 4 | 10 | 14 | -4  | Qualification pour le groupe 6               |
| 6    | Stuart Bingham | 6 | 2 | 4 | 10 | 15 | -5  | Élimination de la compétition                |
| 7    | Neil Robertson | 6 | 2 | 4 | 7  | 15 | -8  | Élimination de la compétition                |

### Play-offs
|  | Demi-finales au meilleur des 5 manches | Demi-finales au meilleur des 5 manches |   |  | Finale au meilleur des 5 manches | Finale au meilleur des 5 manches |  |
|  |                                        |                                        |   |  |                                  |                                  |  |
|  | Judd Trump                             | 3                                      |   |  |                                  |                                  |  |
|  | Joe O'Connor                           | 2                                      |   |  |                                  |                                  |  |
|  |                                        |                                        |   |  | Judd Trump                       | 0                                |  |
|  |                                        | Matthew Selt                           | 3 |  |                                  |                                  |  |
|  | Jak Jones                              | 1                                      |   |  |                                  |                                  |  |
|  | Matthew Selt                           | 3                                      |   |  |                                  |                                  |  |

## Groupe 6
Ces rencontres se déroulent du 22 au 23 janvier 2025. Tous les matchs sont disputés au meilleur des cinq manches. Judd Trump remporte la finale grâce à trois centuries.

### Matchs
| - David Gilbert 1–3 Noppon Saengkham - Judd Trump 3–2 Jack Lisowski - Tom Ford 1–3 Joe O'Connor - Judd Trump 3–1 Jak Jones - David Gilbert 3–1 Jack Lisowski - Noppon Saengkham 0–3 Joe O'Connor - Judd Trump 1–3 David Gilbert | - Jak Jones 3–1 Tom Ford - Jak Jones 0–3 Joe O'Connor - Jack Lisowski 1–3 Noppon Saengkham - Judd Trump 3–0 Tom Ford - David Gilbert 0–3 Joe O'Connor - Jack Lisowski 0–3 Joe O'Connor - Judd Trump 3–2 Noppon Saengkham | - Tom Ford 0–3 David Gilbert - Jak Jones 3–1 Noppon Saengkham - Judd Trump 1–3 Joe O'Connor - Jak Jones 1–3 Jack Lisowski - Tom Ford 1–3 Noppon Saengkham - Jak Jones 1–3 David Gilbert - Tom Ford 3–0 Jack Lisowski |

### Tableau
| Pos. | Joueur           | J | G | P | Mp | Mc | D   |                                              |
| ---- | ---------------- | - | - | - | -- | -- | --- | -------------------------------------------- |
| 1    | Joe O'Connor     | 6 | 6 | 0 | 18 | 2  | +16 | Qualification pour les play-offs du groupe 6 |
| 2    | Judd Trump       | 6 | 4 | 2 | 14 | 11 | +3  | Qualification pour les play-offs du groupe 6 |
| 3    | David Gilbert    | 6 | 4 | 2 | 13 | 9  | +4  | Qualification pour les play-offs du groupe 6 |
| 4    | Noppon Saengkham | 6 | 3 | 3 | 12 | 12 | 0   | Qualification pour les play-offs du groupe 6 |
| 5    | Jak Jones        | 6 | 2 | 4 | 9  | 14 | -5  | Qualification pour le groupe 7               |
| 6    | Jack Lisowski    | 6 | 1 | 5 | 7  | 16 | -9  | Élimination de la compétition                |
| 7    | Tom Ford         | 6 | 1 | 5 | 6  | 15 | -9  | Élimination de la compétition                |

### Play-offs
|  | Demi-finales au meilleur des 5 manches | Demi-finales au meilleur des 5 manches |   |  | Finale au meilleur des 5 manches | Finale au meilleur des 5 manches |  |
|  |                                        |                                        |   |  |                                  |                                  |  |
|  | Joe O'Connor                           | 3                                      |   |  |                                  |                                  |  |
|  | Noppon Saengkham                       | 2                                      |   |  |                                  |                                  |  |
|  |                                        |                                        |   |  | Joe O'Connor                     | 0                                |  |
|  |                                        | Judd Trump                             | 3 |  |                                  |                                  |  |
|  | Judd Trump                             | 3                                      |   |  |                                  |                                  |  |
|  | David Gilbert                          | 1                                      |   |  |                                  |                                  |  |

## Groupe 7
Ces rencontres se déroulent du 24 au 25 janvier 2025. Tous les matchs sont disputés au meilleur des cinq manches.

### Matchs
| - Xiao Guodong 3–1 Zhou Yuelong - Xiao Guodong 3–1 Noppon Saengkham - David Gilbert 3–1 Joe O'Connor - Zhou Yuelong 1–3 Ricky Walden - Xiao Guodong 1–3 Ricky Walden | - Noppon Saengkham 3–0 Joe O'Connor - David Gilbert 1–3 Noppon Saengkham - Xiao Guodong 3–2 Joe O'Connor - David Gilbert 2–3 Ricky Walden - Noppon Saengkham 1–3 Ricky Walden | - Zhou Yuelong 3–0 Joe O'Connor - Noppon Saengkham 2–3 Zhou Yuelong - Xiao Guodong 3–1 David Gilbert - David Gilbert 3–1 Zhou Yuelong - Joe O'Connor 2–3 Ricky Walden |

### Tableau
| Pos. | Joueur           | J | G | P | Mp | Mc | D   |                                              |
| ---- | ---------------- | - | - | - | -- | -- | --- | -------------------------------------------- |
| 1    | Ricky Walden     | 5 | 5 | 0 | 15 | 7  | +8  | Qualification pour les play-offs du groupe 7 |
| 2    | Xiao Guodong     | 5 | 4 | 1 | 13 | 8  | +5  | Qualification pour les play-offs du groupe 7 |
| 3    | Noppon Saengkham | 5 | 2 | 3 | 10 | 10 | 0   | Qualification pour les play-offs du groupe 7 |
| 4    | David Gilbert    | 5 | 2 | 3 | 10 | 11 | -1  | Qualification pour les play-offs du groupe 7 |
| 5    | Zhou Yuelong     | 5 | 2 | 3 | 9  | 11 | -2  | Élimination de la compétition                |
| 6    | Joe O'Connor     | 5 | 0 | 5 | 5  | 15 | -10 | Élimination de la compétition                |
| 7    | Jak Jones        | 0 | 0 | 0 | 0  | 0  | 0   | Élimination de la compétition                |

### Play-offs
|  | Demi-finales au meilleur des 5 manches | Demi-finales au meilleur des 5 manches |   |  | Finale au meilleur des 5 manches | Finale au meilleur des 5 manches |  |
|  |                                        |                                        |   |  |                                  |                                  |  |
|  | Ricky Walden                           | 2                                      |   |  |                                  |                                  |  |
|  | David Gilbert                          | 3                                      |   |  |                                  |                                  |  |
|  |                                        |                                        |   |  | David Gilbert                    | 2                                |  |
|  |                                        | Xiao Guodong                           | 3 |  |                                  |                                  |  |
|  | Xiao Guodong                           | 3                                      |   |  |                                  |                                  |  |
|  | Noppon Saengkham                       | 0                                      |   |  |                                  |                                  |  |

## Groupe des vainqueurs
Ces rencontres se déroulent du 4 au 5 février 2025. Tous les matchs sont disputés au meilleur des cinq manches.

### Matchs
| - Judd Trump 3–1 Si Jiahui - Kyren Wilson 0–3 Xiao Guodong - Judd Trump 3–2 Mark Selby - Hossein Vafaei 3–0 Matthew Selt - Kyren Wilson 3–0 Matthew Selt - Si Jiahui 3–2 Xiao Guodong - Mark Selby 3–0 Hossein Vafaei | - Judd Trump 3–2 Xiao Guodong - Kyren Wilson 3–2 Si Jiahui - Mark Selby 2–3 Matthew Selt - Xiao Guodong 3–0 Matthew Selt - Judd Trump 3–2 Hossein Vafaei - Judd Trump 3–0 Kyren Wilson - Si Jiahui 1–3 Matthew Selt | - Xiao Guodong 0–3 Hossein Vafaei - Kyren Wilson 1–3 Mark Selby - Judd Trump 3–2 Matthew Selt - Mark Selby 3–2 Si Jiahui - Kyren Wilson 3–1 Hossein Vafaei - Mark Selby 3-2 Xiao Guodong - Si Jiahui 0-3 Hossein Vafaei |

### Tableau
| Pos. | Joueur         | J | G | P | Mp | Mc | D  |                                                           |
| ---- | -------------- | - | - | - | -- | -- | -- | --------------------------------------------------------- |
| 1    | Judd Trump     | 6 | 6 | 0 | 18 | 9  | +9 | Qualification pour les play-offs du groupe des vainqueurs |
| 2    | Mark Selby     | 6 | 4 | 2 | 16 | 11 | +5 | Qualification pour les play-offs du groupe des vainqueurs |
| 3    | Hossein Vafaei | 6 | 3 | 3 | 12 | 9  | +3 | Qualification pour les play-offs du groupe des vainqueurs |
| 4    | Kyren Wilson   | 6 | 3 | 3 | 10 | 12 | -2 | Qualification pour les play-offs du groupe des vainqueurs |
| 5    | Xiao Guodong   | 6 | 2 | 4 | 12 | 12 | 0  | Élimination de la compétition                             |
| 6    | Matthew Selt   | 6 | 2 | 4 | 8  | 15 | -7 | Élimination de la compétition                             |
| 7    | Si Jiahui      | 6 | 1 | 5 | 9  | 17 | -8 | Élimination de la compétition                             |

### Play-offs
|  | Demi-finales au meilleur des 5 manches | Demi-finales au meilleur des 5 manches |   |  | Finale au meilleur des 5 manches | Finale au meilleur des 5 manches |  |
|  |                                        |                                        |   |  |                                  |                                  |  |
|  | Judd Trump                             | 0                                      |   |  |                                  |                                  |  |
|  | Kyren Wilson                           | 3                                      |   |  |                                  |                                  |  |
|  |                                        |                                        |   |  | Kyren Wilson                     | 0                                |  |
|  |                                        | Mark Selby                             | 3 |  |                                  |                                  |  |
|  | Mark Selby                             | 3                                      |   |  |                                  |                                  |  |
|  | Hossein Vafaei                         | 1                                      |   |  |                                  |                                  |  |

Arbitre de la finale :  Natalia Gradinari

## Centuries
- 147 (V), 141, 140 (3), 135, 134, 134, 129, 127, 125, 120, 120, 120, 111, 110, 107, 105, 100, 100  Mark Selby
- 147 (2), 139, 135 (1), 135, 134, 134, 129, 127, 127, 127, 126, 126, 126, 124, 120, 119, 117, 116, 115, 115, 115, 113, 113, 109, 109, 107, 106, 103, 103, 102, 101, 100  Jak Jones
- 147 (7), 135, 133, 124, 120, 101, 100  David Gilbert
- 143 (4), 136, 133, 126, 121, 121, 120, 110, 103  Stuart Bingham
- 143, 133, 132, 104, 101, 100  Si Jiahui
- 143 (6)  Noppon Saengkham
- 140, 139, 138, 136, 135, 134, 130, 127, 120, 119, 113, 112, 108, 107, 106, 106, 105, 104, 103, 103, 103, 101, 100  Judd Trump
- 140, 138 (5), 138, 134, 128, 127, 119, 117, 116, 111, 106, 103  Joe O'Connor
- 140, 116, 103  Jack Lisowski
- 137, 107, 104  Tom Ford
- 135, 131  Zhou Yuelong
- 135, 130, 128, 128, 123, 122, 105, 101, 100, 100, 100  Xiao Guodong
- 134, 122, 121, 101  Ryan Day
- 134, 116, 110  Ali Carter
- 131, 113  Robert Milkins
- 130, 120, 113, 101  Kyren Wilson
- 130, 117, 102  Ricky Walden
- 129, 129, 121, 121, 119, 117, 101  Hossein Vafaei
- 129, 123, 111, 105, 105, 104, 103, 102, 102, 102, 100  Matthew Selt
- 128, 106, 101  Ronnie O'Sullivan
- 127, 125, 124, 110, 104  Pang Junxu
- 124, 116, 106, 105, 104  Chris Wakelin
- 111  Elliot Slessor
- 101  Jimmy Robertson
- 100  Neil Robertson

Les meilleurs breaks de chaque groupe figurent en gras avec le groupe entre parenthèses.